# 김동완 (1958년)
김동완(金東完, 1958년 6월 20일 ~ )은 대한민국의 정치인이다.

## 학력
- 1971년 우강초등학교 졸업
- 1974년 합덕중학교 졸업
- 1977년 제물포고등학교 졸업
- 1981년 성균관대학교 행정학 학사
- 1982년 육군보병학교 수료
- 1982년 육군포병학교 수료
- 1986년 서울대학교 행정대학원 행정학 석사
- 1989년 인디애나대학교 대학원 행정학 석사
- 2013년 가천대학교 행정대학원 지역개발학 박사

## 경력
- 제23회 행정고등고시 합격
- 육군 학사사관 1기 군복무
- 충청남도청 법무담당관
- 충청남도청 도시과장
- 충청남도청 문화예술과장
- 충청남도청 개발담당관
- 제40대 금산군수
- 자유민주연합 지방자치행정위원
- 소방방재청 재난예방본부장
- 대전대학교 행정학과 겸임교수
- 행정자치부 세정과장
- 대통령실 행정관
- 행정자치부 재정과장
- 행정자치부 지방세제국장
- 대통령실 사회정책비서관
- 충청남도 행정부지사
- 대통령실 사회통합위원회 지원단장
- 한나라당 전국위원회 부위원장
- 새누리당 조직강화특별위원회 위원
- 새누리당 직능특별위원회 사회적기업위원장
- 새누리당 인재영입위원회 위원
- 새누리당 중앙공천관리위원회 위원
- 제 12대 대한민국 육군학사장교 총동문회 회장
- 새누리당 당진시 당원협의회 위원장
- 국회 국민안전혁신특별위원회 위원
- 자유한국당 당진시 당원협의회 위원장
- 미래통합당 당진시 당원협의회 위원장
- 국민의힘 당진시 당원협의회 위원장
- 최재형 열린캠프 자문위원

## 역대 선거 결과
|  | 44.20% |

|  | 38.76% |

|  | 30.25% |

## 같이 보기
- 당진시 (선거구)
- 당진시의 국회의원
- 금산군수
- 충청남도 부지사

## 참고 자료
- 김동완 홈페이지
- 김동완 트위터
- 김동완 블로그